# Jakovs Pliners
Jakovs Pliners (ros. Яков Гдальевич Плинер, Jakow Gdaljewicz Pliner; ur. 27 grudnia 1946 w Rzeżycy) – łotewski nauczyciel i polityk mniejszości rosyjskiej żydowskiego pochodzenia. Poseł na Sejm VII, VIII i IX kadencji. Od 2003 do 2015 współprzewodniczący partii politycznej O Prawa Człowieka w Zjednoczonej Łotwie i lider parlamentarnej frakcji tego ugrupowania.

## Życiorys
W 1970 ukończył studia na Wydziale Chemii i Biologii Dyneburskiego Instytutu Pedagogicznego. W 1997 uzyskał doktorat z dziedziny nauk pedagogicznych na Uniwersytecie Łotewskim.
Pracował jako nauczyciel biologii i chemii w szkołach średnich, był m.in. dyrektorem jednej ze szkół. W latach 1975–1983 stał na czele Wydziału Oświaty Ludowej Rejonowego Komitetu Wykonawczego w Talsi, następnie zatrudniony w Ministerstwie Oświaty Ludowej Łotewskiej SRR i Ministerstwie Oświaty Łotwy (1983–1993). W 1993 założył własną szkołę średnią „Evrika”.
Kandydował w wyborach parlamentarnych 1993 i 1995 (z ramienia Zgody dla Łotwy – Odrodzenia dla Gospodarki; Partii Zgody Narodowej). W 1997 uzyskał mandat radnego Rygi z listy tej ostatniej organizacji. Rok później z powodzeniem kandydował do Sejmu VII kadencji z ramienia Partii Zgody, reelekcję uzyskiwał w latach 2002 i 2006 (jako przedstawiciel PCTVL). W 2006 był kandydatem PCTVL na premiera Łotwy. W Sejmie IX kadencji przewodniczył Klubowi Poselskiemu Praw Człowieka. W wyborach w 2010 bez powodzenia ubiegał się o mandat poselski z listy PCTVL.
W 2020 dostał się do rady miejskiej Rygi z listy Rosyjskiego Związku Łotwy. W lecie 2022 poinformował o swoim odejściu z partii.

## Odznaczenia
- Medal Rady Bałtyckiej – 2002[4]